# تشارلز نابير سميث
تشارلز نابير سميث هو سياسي كندي، ولد في 14 يناير 1866 في كندا، وتوفي في 29 أكتوبر 1919 في سو ساينت ماري في كندا. حزبياً، نشط في الحزب الليبرالي في أونتاريو ‏. وقد انتخب عضو برلمان مقاطعة أونتاريو.